# Jean-Claude Duvalier
Jean-Claude Duvalier, znany jako Baby Doc (ur. 3 lipca 1951 w Port-au-Prince, zm. 4 października 2014 tamże) – haitański polityk, prezydent Haiti w latach 1971–1986, sprawujący władzę dyktatorską.

## Życiorys
Urodzony w 1951 roku. Od dzieciństwa miał skłonności do tycia i był nazywany przez kolegów szkolnych „kapuścianą głową”. Jedyny syn François i Simone Duvalierów. François Duvalier w 1971 przeżył wylew krwi do mózgu, po którym, na pół sparaliżowany, rozpoczął przygotowania do przekazania władzy synowi. 31 stycznia 1971 odbyło się referendum, w którym 2 391 916 głosujących (100%) poparło Jeana-Claude’a jako następcę ojca. François Duvalier wprowadził również zmiany w konstytucji, obniżając minimalny, umożliwiający objęcie prezydentury wiek z 40 do 24 lat oraz zmieniając datę urodzenia Jeana-Claude’a, który dzięki temu „zyskał” 3 lata. Działania te nie spotkały się z poparciem oficerów wojskowych, lecz ich protest nie miał znaczenia.
Jean-Claude objął urząd dożywotniego prezydenta po śmierci ojca 21 kwietnia 1971. W wieku zaledwie 19 lat, został najmłodszym prezydentem w dziejach ludzkości. Był wtedy ociężałym umysłowo człowiekiem ważącym 140 kilogramów.
W początkach swych rządów Duvalier ogłosił program dalekosiężnych reform gospodarczych, ekonomicznych i sądowniczych oraz zakończenie prześladowań wprowadzonych przez ojca. Te kroki zagwarantowały mu poparcie wielu zagranicznych inwestorów. Otworzył akademię wojskową zamkniętą w początkach rządów ojca – który uniezależnił się od armii – i wypuścił na wolność niektórych więźniów politycznych. Reformy okazały się jednak powierzchowne, gdyż Duvalier unikał zasadniczych zmian w polityce wewnętrznej. Z czasem pozycja prezydenta słabła – wprawdzie oddziały prezydenckich bojówek paramilitarnych Tonton Macoute dalej siały postrach wśród ludności, przypisując sobie moc pochodzącą z wierzeń voodoo, jednak stopniowo traciły one zdolność do wymuszenia całkowitego posłuszeństwa w haitańskim społeczeństwie. Przyczyną tego był brak umiejętności politycznych Duvaliera, jakie reprezentował jego ojciec. W 1980, mimo antypatii matki do panny młodej, poślubił Michèle Bennett, z którą przywłaszczył sobie znaczną część majątku narodowego, sprzeniewierzając według amerykańskiego wywiadu ok. 64% dochodu krajowego oraz dziesiątki milionów dolarów z funduszy publicznych, które umieszczał na tajnych kontach bankowych w Szwajcarii. Chociaż ogłosił amnestię dla wszystkich uchodźców, zabronił przy tym powrotu do kraju „komunistom i wichrzycielom”, przez co w dalszym ciągu za granicą pozostało wielu ekspatriantów. Zachowywał pełną kontrolę nad obsadzaniem stanowisk rządowych, tłumił opozycję antyprezydencką.
Skorumpowany rząd dyktatora w listopadzie 1985 stanął w obliczu otwartego buntu, który stanowił finał narastającego przez długi czas powszechnego niezadowolenia. 30 listopada 1985 wydany został dekret o stanie wojennym, a ludność domagała się odejścia dożywotniego prezydenta. Protesty trwały 3 miesiące. Na początku następnego roku Stany Zjednoczone wskutek rażącego łamania praw człowieka zdecydowanie zmniejszyły wsparcie udzielane Haiti, a pozbawiony ekonomicznej pomocy USA Duvalier nie potrafił zapewnić sobie trwałości władzy i 7 lutego 1986 ustąpił ze stanowiska. Po oddaniu władzy rządowi tymczasowemu, którego prezydentem został przywódca zamachu stanu, generał Henri Namphy, ex-dyktator udał się na emigrację. Stany Zjednoczone wzięły udział w rokowaniach, które doprowadziły do pokojowej rezygnacji dyktatora, po czym umożliwiły mu niczym nie skrępowany wyjazd do Francji. Razem z żoną opuścił kraj na pokładzie samolotu wojskowego US Air Force. Rząd Francji w porozumieniu z rządem USA wyraził zgodę na udzielenie parze siedmiodniowego azylu politycznego, w trakcie którego mieli zadbać o stałe miejsce pobytu. Po przybyciu na miejsce Jean-Claude i Michèle w otoczeniu kordonu policji opuścili lotnisko czterema samochodami przez tajną bramę. Zamieszkali w Talloires w Sabaudii.
W 1990 wziął rozwód z Michèle, gdyż małżeństwo zaczęło przechodzić kryzys z powodu trudności finansowych. Posunięcie to doprowadziło do bankructwa Jeana-Claude’a, bowiem jego żona wygrała proces i zagarnęła większość pieniędzy. W styczniu 2011 r. niespodziewanie przyleciał z Francji na Haiti.
Jean-Claude Duvalier zmarł na atak serca w swoim domu w Port-au-Prince w wieku 63 lat. 11 października 2014 w stolicy kraju odbyła się ceremonia pogrzebowa Duvaliera, w której uczestniczyło kilkaset osób, w tym byli prezydenci Boniface Alexandre i Prosper Avril. Po nabożeństwie ciało Duvaliera zostało poddane kremacji.